# Château de Lupin
Pour les articles homonymes, voir Lupin (homonymie).
Le château de Lupin est une malouinière de la commune de Saint-Coulomb, dans le département d’Ille-et-Vilaine en région Bretagne.

## Localisation
Il se trouve au nord du département et au nord-ouest du bourg de Saint-Coulomb. 

## Historique
Le château date de 1692. Il a appartenu successivement aux familles Uguet (XVIe), Chatelier de La Rabine, Robiou, Goret, Le Fer de La Gervinais, puis Meric.
Il est inscrit au titre des monuments historiques depuis le 24 juillet 1944.

## Architecture
On accède à la demeure par une rabine, comme à La Motte-aux-Chauff, la Ville-ès-Offrans, la Grande-Gâtinais, et la malouinière de La Mettrie-aux-Houët qui elle en possède deux.